# Mimomiza
Mimomiza là một chi bướm đêm thuộc họ Geometridae.